# Pseudolimnophila imperita
Pseudolimnophila imperita är en tvåvingeart som beskrevs av Alexander 1949. Pseudolimnophila imperita ingår i släktet Pseudolimnophila och familjen småharkrankar.
Artens utbredningsområde är Kamerun. Inga underarter finns listade i Catalogue of Life.